# Hoorcollege

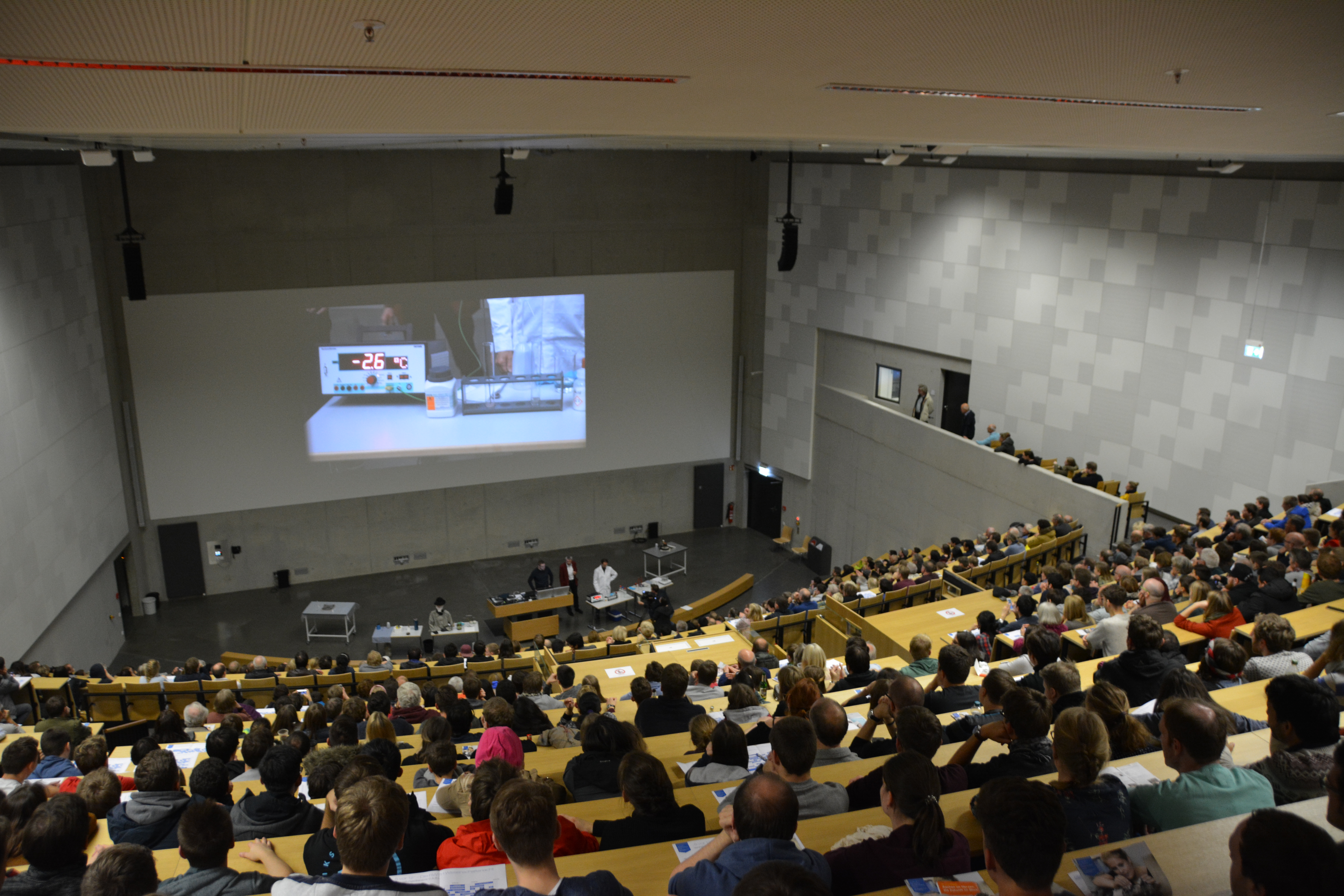
Een hoorcollege op de Rheinisch-Westfälische Technische Hochschule.

Een hoorcollege is een vorm van college aan een universiteit of hogeschool waarbij mondelinge overdracht van leerstof plaatsvindt en door een of meer docenten kan worden gegeven. Een hoorcollege kan plaatsvinden in een collegezaal, of bij kleinere groepen in een leslokaal.
Vaak wordt een hoorcollege ondersteund met een schoolbord, een overheadprojector of een beamer (veelal in combinatie met een powerpointpresentatie). Studenten kunnen tijdens of na afloop van een hoorcollege vragen stellen aan de docent.
Een hoorcollege kan ook op afstand gegeven worden, waarbij een video-opname wordt uitgezonden over het internet en studenten deze stream kunnen ontvangen.
Meestal moet een student zich inschrijven voor een vak om aan een hoorcollege deel te mogen nemen.

## Hoorcollege versus werkcollege
Een hoorcollege onderscheidt zich van een werkcollege, waarbij, meestal in groepsverband, onder begeleiding aan leeropdrachten wordt gewerkt.

## Afbeeldingen

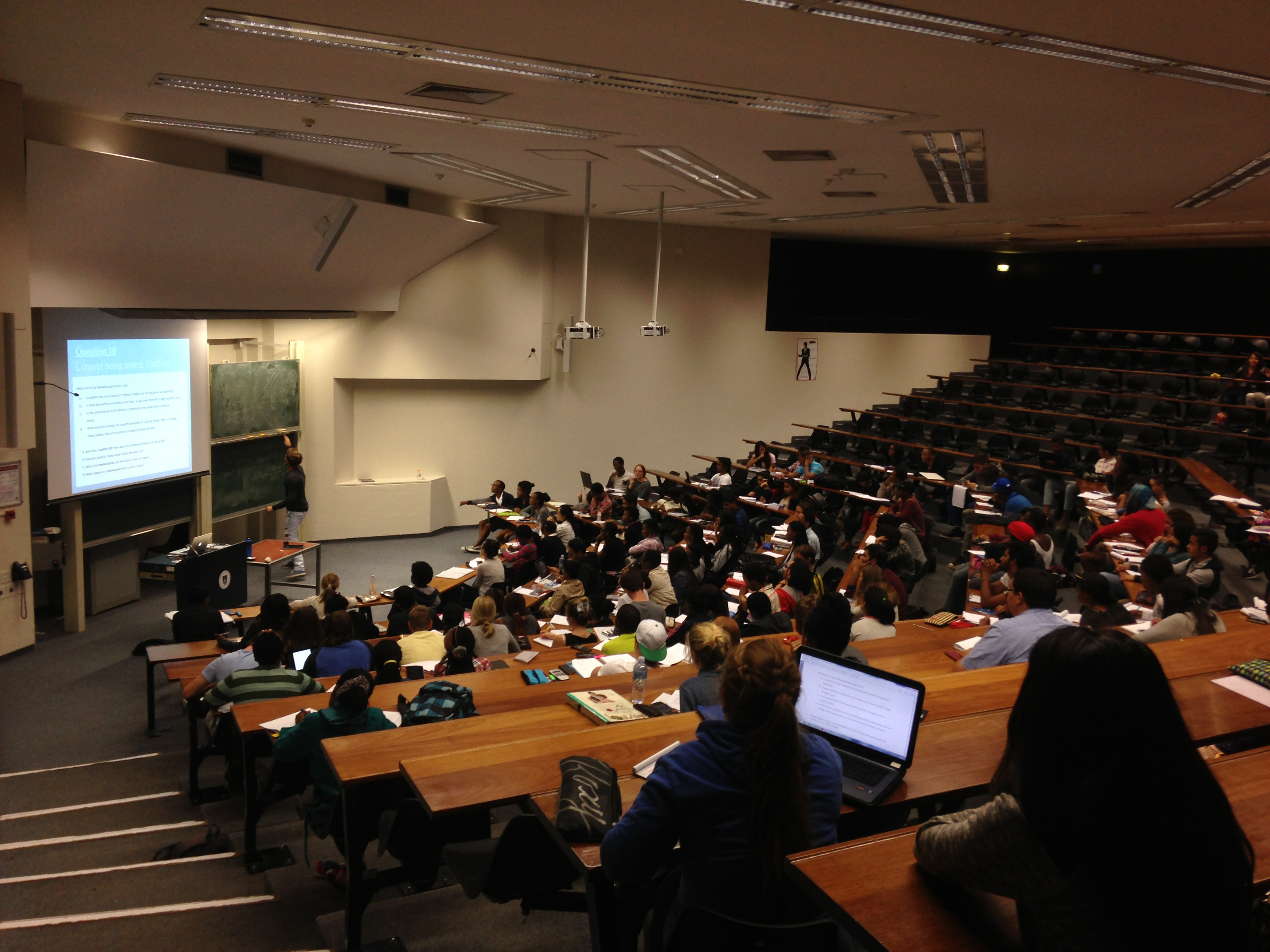
Hoorcollege op de Universiteit van Kaapstad
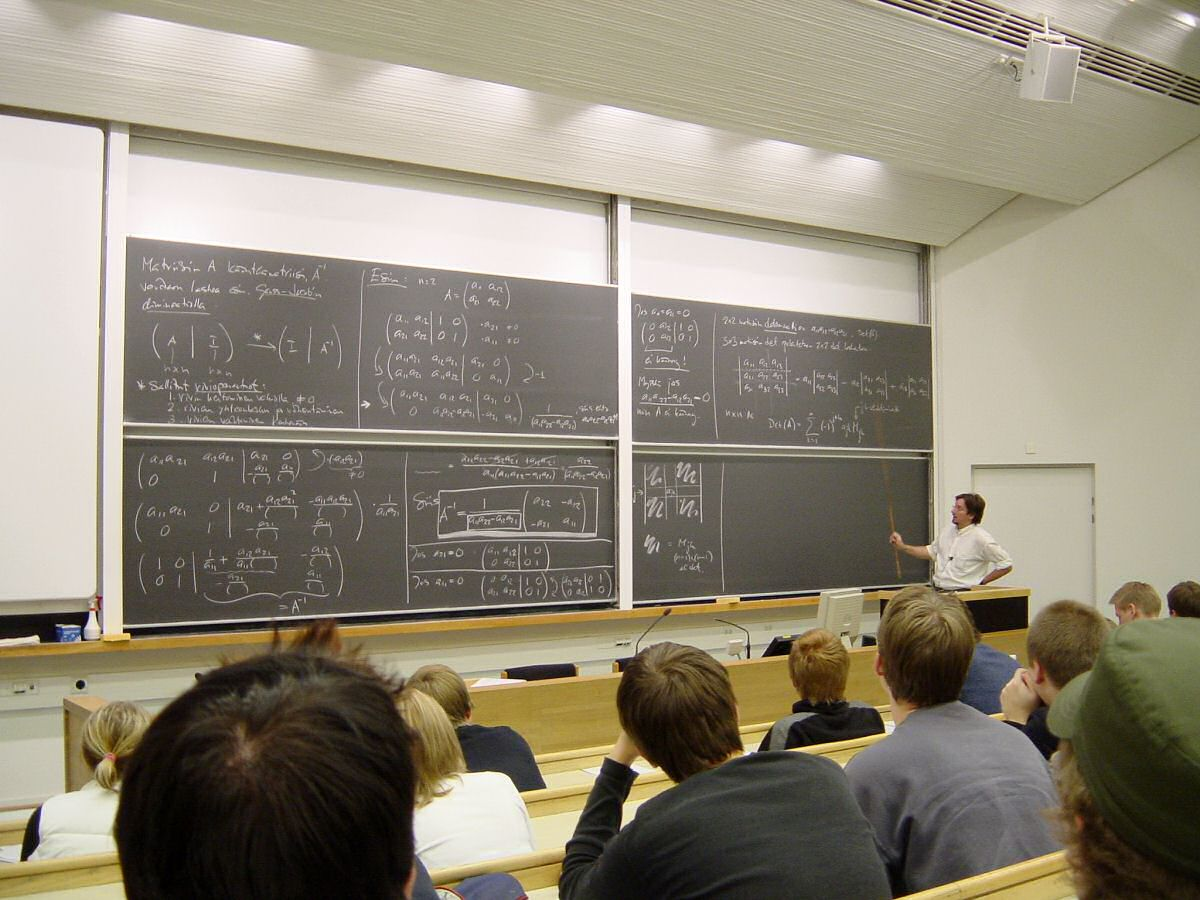
Een hoorcollege wiskunde in Helsinki